# ضیاءالدین تبریزی
ضیاءالدین تبریزی با تخلص ضیایی (؟ - ۱۵۲۱م) شاعر فارسی‌زبان ایرانی بود.

## زندگی
ضیاءالدین در سالی نامعلوم در تبریز زاده شد. زادگاهش متفاوت از تبریز نیز ذکر شده: اردوباد و اردبیل. پس از پایان تحصیلات در زادگاهش، در جوانی به خراسان و هرات کوچید و در خدمت امیر علی‌شیر نوایی به جایگاهی رسید. از برای خوش‌بیانی و هوش و حافظه‌اش شهرت یافت. همچنین برخی تذکره‌نویسان ذکر نموده‌اند که «او شاعری رند و عاشق‌پیشه» بود و در هرات به پسر خواجه میرک «تعلق خاطر پیدا کرد و این راز بر سر زبان‌ها افتاد».

ضیایی تبریزی در سال ۹۲۷ق/ ۱۵۲۱م در تبریز درگذشت؛ ماده‌تاریخ آن از نظمی تبریزی:
| ز تبریز، این دیار نیک‌نفسان  |  | که دیدم از کلاغانش همایی   |
| عجب نبود که خیزد گاهگاهی    |  | «ضیائی» یا که: امثال ضیایی |
| سخن‌سخنجی که با طبعش نبودی   |  | کسی را جرأت طبع‌آزمایی      |
| به نظم نعز او نازم که گوید: |  | حدیث آشنا و آشنایی         |
| دریغا، آن ادیب نکته‌پرور     |  | ندید از آسمان جز بی‌وفایی   |
| برای سال تاریخ وفاتش        |  | رقم زد کلک من:حیف از ضیایی |